# 日興證券女子サッカー部ドリームレディース
日興證券女子サッカー部ドリームレディース（にっこうしょうけんじょしサッカーぶ ドリームレディース、英語: Nikko Securities Ladies S.C. Dream Ladies）は、かつて存在した日本の女子サッカーチーム。千葉県八千代市を拠点として活動していた。

## 歴史
1990年に日興證券株式会社の、「社内に明るさと活気を歓喜するための福利厚生施作」（日興ドリーム）の一環として当時の代表取締役の呼びかけにより発足。数あるスポーツの中からサッカーが選ばれたのは、旧制高校時代にサッカーをしていた代表の岩崎琢弥の鶴の一声によるものだった。それまで日本女子サッカーリーグに在籍していたチームはスポンサー名を名乗る「クラブチーム」だったのに対し、リーグ初の「企業チーム」として誕生した。
日本女子代表初代監督であった鈴木良平は、監督を引き受ける条件として、専用グラウンドとクラブハウスの建設、選手寮の借り上げ、選手が仕事をせずサッカーに専念できる環境づくりを求め、日興證券側はそれらを受け入れた。鈴木のもと、1991年3月に行われた第12回全日本女子サッカー選手権大会では初出場初優勝を経験した。その年の6月に開幕した第3回より旭国際バニーズ、松下電器LSC、フジタとともに日本女子サッカーリーグ（JLSL：のちL・リーグ）に参加。4位の成績を修め、その後も常に上位を維持。鈴与清水、読売ベレーザ、プリマハムとともにリーグ上位集団のひとつとなった。
鈴木保を監督に迎えた1996年から社員選手はサッカーに専念となり、またグン・ニイボルグ、リンダ・メダレンなどノルウェー女子代表選手の加入もあって、山木里恵、大部由美など日本女子代表選手を輩出した。
しかし、証券取引法違反などにより経営不振に陥った日興証券のコスト削減の一環として、1998年10月にLリーグから撤退すると発表された。翌1999年1月に行われた第20回全日本女子サッカー選手権大会の決勝におけるプリマハム戦での敗戦が最後の試合となった。同年3月31日のチーム解散後に千葉県八千代市のグラウンドは売却された。

## 成績
| 回 | 年度   | リーグ    | チーム数 | 試合 | 勝点 | 勝 | 分 | 敗 | 順位 | 全日本選手権 |
| -- | ------ | --------- | -------- | ---- | ---- | -- | -- | -- | ---- | ------------ |
|    | 1990年 |           |          |      |      |    |    |    |      | 優勝         |
| 3  | 1991年 | JLSL      | 10       | 18   | 22   | 10 | 2  | 6  | 4位  | ベスト8      |
| 4  | 1992年 | JLSL      | 10       | 18   | 28   | 13 | 2  | 3  | 3位  | 優勝         |
| 5  | 1993年 | JLSL      | 10       | 18   | --   | 14 | -- | 4  | 3位  | ベスト8      |
| 6  | 1994年 | L・リーグ | 10       | 18   | --   | 12 | -- | 6  | 5位  | 準優勝       |
| 7  | 1995年 | L・リーグ | 10       | 18   | --   | 15 | -- | 3  | 2位  | 2回戦        |
| 8  | 1996年 | L・リーグ | 10       | 18   | --   | 17 | -- | 1  | 優勝 | 優勝         |
| 9  | 1997年 | L・リーグ | 10       | 18   | --   | 15 | -- | 3  | 優勝 | ベスト4      |
| 10 | 1998年 | L・リーグ | 10       | 18   | --   | 17 | -- | 1  | 優勝 | 準優勝       |

註）92年まで「勝ち点制」（勝ち2、引き分け1、負け0）を採用。また前後期制を採用した93年以降の成績は年間順位。

## タイトル
- 日本女子サッカーリーグ：3回
  - 1996年, 1997年, 1998年

- 全日本女子サッカー選手権大会：3回
  - 1990年, 1992年, 1996年

## チームカラー
- チームカラーは水色

(最終年のパターン)
| カラー                     | 上衣           | パンツ | ストッキング |
| -------------------------- | -------------- | ------ | ------------ |
| フィールドプレーヤー（正） | 水色ストライプ | 水色   | 水色         |
| フィールドプレーヤー（副） | 白             | 白     | 白           |
| ゴールキーパー（正）       | 緑             | 緑     | 緑           |
| ゴールキーパー（副）       | 黄             | 黄     | 黄           |

## 歴代監督
(日本女子サッカーリーグ参入以降)
- 1991年　鈴木良平 (総監督・岩崎琢也)
- 1992年 - 1993年　両角秀夫
- 1994年 - 1995年　渡辺仁
- 1996年 - 1998年　鈴木保